# 1638
Năm 1638 (số La Mã: MDCXXXVIII) là một năm thường bắt đầu vào thứ Sáu trong lịch Gregory (hoặc một năm thường bắt đầu vào thứ hai của lịch Julius chậm hơn 10 ngày).

## Mất
- Shirō Amakusa